# Kaniakapupu
Kaniakapupu (que en hawaiano quiere decir: "el canto de los moluscos terrestres") es el palacio de verano ahora en ruinas del rey Kamehameha III y la reina Kalama en Oahu en Hawái, en lo que hoy es Estados Unidos. En realidad, fue nombrado Luakaha durante el reinado de Kamehameha III, pero más tarde recibió el nombre de "Kaniakapupu" por la asociación con el cercano Lono heiau.
El palacio fue terminado en 1842 y era un lugar para las celebraciones y entretenimiento de extranjeros, jefes y plebeyos.
En el Día de la Restauración hawaiana en 1847, un luau fue celebrado por unas diez mil personas que se reunieron en el palacio.